# 시라토리 사건
시라토리 사건(일본어: 白鳥事件 시라토리지켄[*])은 1952년 1월 21일 발생한 살인사건이다. 일본 공산당과 자유법조단은 현재까지도 이 사건이 누명 사건이라고 주장하고 있다.

## 개요
당일 오후 7시 30분, 삿포로 시경 소속 시라토리 카즈오 경부가 자전거로 귀가 도중 삿포로시 남구 6조 니시 16가 노상에서 역시 자전거를 타고 옆으로 따라붙은 범인에게 사살당했으며, 범인은 그대로 도주했다.
시라토리는 삿포로 시경 경비과 과장으로 당시 비합법적으로 활동하던 일본 공산당을 체포하는 업무를 수행하고 있었다. 사건 발생 2일 후 공산당 홋카이도 도당이 “당과의 관계 여부에 대해선 할 말이 없다. 이 사건은 애국자의 영웅적 행위”라는 성명을 발표했다. 한편 무라카미 유카리 홋카이도 공산당 의원은 “당과 시라토리 사건은 무관”하다며 관련성을 부정했다. 시라토리가 신용금고 비리에 연루되어 해당 신용금고 경영진이 살인청부업자를 보낸 것이라는 소문도 퍼졌다.
사건 발생 4개월 후, 무라카미 쿠니지를 비롯 공산당 삿포로 시당 위원들이 체포되었다. 체포된 자들 중 T라는 이가 “1월 3일부터 1월 4일경에 무라카미 등 7명이 모여 시라토리 경부 살해 모의를 했다”고 자백했지만, 무라카미들이 체포된 뒤에도 범행에 이용된 권총은 발견되지 않았고, 사건 발생 2년 전에 공산당원들이 사격 훈련을 했을 때의 권총 총알이 물증이라고 제출되었다. 검찰측은 무라카미를 살인죄 공모 정범으로, 나머지 두 사람을 공범 및 방조범으로 기소하고, “무라카미 등은 무장봉기 훈련을 위해 사격 훈련을 했고, 그들의 활동을 방해하려는 시라토리 경부를 사살”했다고 주장했다. 이 과정에서 공산당원 3명이 일본과 단교 상태였던 중화인민공화국으로 도피했다.

## 재판 결과
1심 삿포로 지방재판소는 검찰측 주장을 받아들여 무라카미에게 무기징역, 공범 둘은 징역 5년에 집유 5년을 판결했다. 도중에 공판이 분리되어 자백을 한 공범 T는 1957년 징역 3년 집유 3년이 선고 확정되었다. 항소심 삿포로 고등재판소는 무라카미를 징역 20년으로 감형하고 공범 1명의 항소는 기각했다. 1963년 일본 최고재판소가 상고를 기각하여 판결이 확정되었다. 이 과정에서 홋카이도 지역 조직 중 최강이었던 공산당 삿포로 시당 지하조직은 사멸했다.
유일한 물증이라고 제출된 권총탄은 2년 전 발사된 것치고 거의 부식이 없었고, 강선 자국이 시라토리의 시체에서 발견된 총알과 일치했다고는 하나 그 감정이 일본 미군정 측에서 이루어진 것이라, 상고가 기각된 뒤 조작 사건일 가능성이 의심되었다. 무라카미는 1965년 재심을 청구하여 최고재판소에 특별 항고했으나 1975년 기각되었다.

## 재판 이후
1955년 중공으로 망명했던 수배자 3명 중 2명은 1988년 사망하고 츠루타 토모야 한명만 살아남았다. 1997년 일본 시사통신사가 북경 시내에서 츠루야를 만나 취재를 요청했으나 츠루야는 사건 진상에 대해 함구했다. 츠루야는 2012년 1월경부터 심장 질환을 앓다가 3월에 사망했다.
무라카미는 1994년 사이타마현에서 실화(失火)로 추정되는 원인불명의 화재로 불에 타 죽었다. 향년 71세.
해외도피한 3인에 대한 공소시효는 정지 중이며, 그들이 사망하긴 했으나 중국 공안 당국에서 사망 확인을 해주지 않기 때문에 영장이 계속 갱신되어 공소시효는 2014년까지 유효하다. 효력을 가지고 있는 일본 최고(最古)의 구속영장이다.

## 참고 자료
- 白鳥事件中央対策協議会『壁あつくとも　村上国治獄中詩・書簡集』日本青年出版社、1969年
- 長岡千代『国治よ　母と姉の心の叫び　謀略白鳥事件とともに生きて』光陽出版社、1997年
- 宮川弘『白鳥事件の謎　ノンフィクション・スパイシリーズ』東洋書房、1968年
- 村上国治『網走獄中記　白鳥事件――村上国治　たたかいの記録　上・下』日本青年出版社、1970年
- 山田清三郎『白鳥事件研究　昭和史の発掘』白石書店、1977年
- 山田清三郎『白鳥事件』新風舎、2005年
- 渡部富哉『白鳥事件 偽りの冤罪』同時代社、2012年